# Sonja Newcombe
Sonja Elizabeth Newcombe (Lake Arrowhead (Califórnia), 7 de março de 1988) é  uma voleibolista indoor estadunidense, nas quadras já atuou nas posição de central, oposto,   ponteira, com marca de alcance de 308  e 303 no bloqueio, e participando da conquista da medalha  de ouro na Copa Pan-Americana de 2017 no Peru, e das medalhas de prata na Copa Pan-Americana de 2014 no México e  na edição do Montreux Volley Masters de 2014.Em clubes conquistou a medalha de ouro no Campeonato Sul-Americano de Clubes de 2018 no Brasil.

## Carreira
Ela ingressou nas categorias de base do  Laguna Beach Volleyball Club no ano de 2005, obtendo premiações individuais  nas temporadas por este, mais tarde passou a defender as cores da  University of Oregon e em 2006 já recebendo menções de honra pela média de 4,26 pontos por set ficando na quinta melhor marca da instituição, obtendo boas marcas na temporada de 2007 e sendo semifinalista na fase regional de Stanford (Califórnia) pela Divisão I do National Collegiate Athletic Association (NCAA), em 2008 alcançou a pontuação geral de 1.318,5, sendo a segunda colocada na história, mesmo se recuperando de lesão  como capita liberou sua equipe as semifinais da Divisão I do NCAA na fase regional de Austin.
Na última temporada no voleibol universitário, ou seja, em 2009. chegou nesse  referido campeonato até as quartas de final da fase regional de Minneapolis, também ampliando sua marca de pontuação para 1.852 pontos passando a liderar até então.Em 2010 despediu-se para iniciar a carreira profissional pelo Ponce Leonas, após integrar as seleções do campeonato, time ofensivo e time das estrelas da temporada, sendo nomeada para o segundo time das estrelas nacionais.
Pelo Ponce Leonas disputou a Liga Superior de Voleibol de Porto Rico de 2010, terminando na nona posição e alcançando uma média de 38 pontos por partida;transferindo-se ainda na temporada 2010-11 para o clubes francês da UGSÉ Nantes destacando-se como a maior pontuada da competição com 388 pontos, com médica de 17,65 por partida,e finalizando na nona posição na Liga A Francesa correspondente.
Em 2011 foi contratada pelo Valeriano Allés Menorca Volei (Menorca) , sendo uma curta passagem por problemas econômicos do clube tendo que rescindir contrato com a Sonja.No período de 2011-12 passa atuar no voleibol turco pelo time Pursaklar Voleybol İhtisas, mas o time terminou na décima primeira posição, mesmo assim foi a segunda maior pontuadora com 99 pontos.
Voltou a atuar em Porto Rico desta vez pelo Criollas de Caguase disputou a Liga Superior de 2012conquistando o vice-campeonato.
Foi contratada pelo clube alemão Rote Raben Vilsbiburg ainda na temporada 2012-13 disputando a Liga A (Bundesliga) e registrou 288 pontos na fase de classificação e 80 pontos na fase de Playoffs, após terminar em segundo lugar na fase classificatória, após as semifinais terminou em terceiro; e por este clube disputou a edição da Copa CEV de 2013, quando alcançou as oitavas de finalfinalizando após eliminação nesta fase em décimo terceiro lugar.
Foi convocada para Seleção Estadunidense para disputar a edição do Grand Prix de 2013, cuja fase final deu-se em Sapporo e ao final encerrou na sexta colocação.Na jornada de 2013-14 transferiu-se para o voleibol russo, passou a defender as cores do Tjumen-TSU disputando a Superliga Russa finalizando na oitava posição.
Na temporada de 2014 foi convocada para Seleção Estadunidense para disputar a 29ª edição do Montreux Volley Masters e conquistou a medalha de prata e voltou a servir à seleção de seu pais na edição da Copa Pan-Americana de 2014, realizadas nas cidades de Pachuca e Cidade do México, e vestindo a camisa #1 conquistou a medalha de prata.Em nova oportunidade no voleibol turco atuou pelo İdman Ocağı nas competições de 2014-15alcançando o sexto lugar na Liga A Turca correspondente e marcou 364 pontos.
Na sequência de sua carreira transferiu-se para o voleibol chinês na jornada esportiva de 2015-16 para atuar pelo Guangdong Evergrande na Liga B Chinesa.
Em 2016 passou a competir pelo clube azeri do  Lokomotiv Baku e disputou pela primeira vez a Liga dos Campeões da Europa de 2016, quando finalizou na oitava posição.
De volta ao voleibol chines, prosseguiu na temporada 2016-17 pelo   Sichuan alcançando as semifinais da Liga A Chinesa finalizando na quarta colocação.
Em 2017 foi anunciada como atleta do time italiano SAB Grima Legnano chegou a iniciar a Liga A1 Italiana 2017-18, sendo a capitã da equipe e o clube informou que a rescião de contrato foi consensual, permanecendo até 12 de dezembro de 2017.Retornou a Seleção Estadunidense em 2017 quando disputou a edição da Copa Pan-Americana e conquistou pela primeira vez a medalha de ouro  nesta competiçãovestindo a camisa #18.
No ano de 2018 ainda pelo restante da temporada 2017-18 acertou com um time brasileiro pela primeira vez ao assinar com o Camponesa/Minas na correspondente Superliga Brasileira Ae sagrou-se campeã da edição do Campeonato Sul-Americano de Clubes de 2018.  
Ainda em 2018 se transfere para o clube romeno Alba-Blaj. a qual foi vice campeã da Copa Romênia.
Janeiro de 2020 se transfere para o vôlei Turco, no Eczacibasi Vitra, fechando, precocemente, na vice liderança do campeonato turco. Devido ao surto mundial de Corona Vírus o campeonato foi encerrado ainda nos playoffs.

## Títulos e resultados
- Liga Superior de Porto Rico:2012[15]
- Liga A1  Alemã (Bundesliga):2012-13[19]
- Liga A  Chinesa:2016-17[39]
- Sul-Americano de Clubes: 2018[46]

## Premiações individuais
- Maior Pontuadora da Liga A Francesa  de 2010-11'[8]
- Integrante do II Time das Estrelas do  NCCA  da Divisão I de 2009'[6]